# Арсланбек Айдемиров
Арсланбек Айдемиров (род. 1727 или 1728 году - ум. в 1784 году) — по мнению Т.М. Айтберова, князь из рода Турловых, владетель Чечен-аула и близлежащих деревень и был сыном Айдемира.. Упоминается в поэме «Измаил-бей», М.Ю. Лермонтова, под именем Росламбек.

## Биография
Правление Арсланбека в Чечне началось с 1757 года. Весной следующего 1758 года произошло вторжение на «Чеченскую равнину» имперских войск во главе с генералом К. фон-Фрауендорфом, главным результатом которого был «рост национального самосознания чеченского народа». В 1769 г. Арсланбек Турлов участвовал в Закубанском походе генерала Медема, что является небезынтересным, наверное, историческим фактом, сопровождал при этом русских, указывая им тогда «свободную дорогу и лучший проход» к позициям своего близкого родственника Алисултана. В результате последний, в конце концов, покорился Российской империи и тогда императорский рескрипт от конца 1770 года обозначил его в качестве преданного слуги российского трона.
К 1770 году правление Арсланбека на указанных выше территориях, по-видимому, завершилось, ибо в то время обозначается он в статусе правителя лишь вайнахского села Атага и небольшой прилегающей территории, на 1766 год «владельцем» в Чечне был Арсланбек Айдемиров, но влиятельным человеком был тогда и «чеченский владелец» Алисултан Хасбулатов, который - не исключено - контролировал сел. Алды, согласно архивным материалам (ЦГА ДАССР, ф. Кизлярский комендант, д. 3260, л. 52). в 1764 году старшины Чеченаула считали себя подвластными Арсланбека Айдемирова и поэтому называли его своим «владетелем». 
К середине 70-х годов XVIII века, после похода ген. де-Медема на Чечню и последующего за этим примерно шестилетнего перерыва, князь Арсланбек вернулся к управлению Чечней. Наводит на такую мысль указание Буткова П.Г., который сообщает, что в 1781-1782 гг. присягу Российской империи и заложников дали жители Чеченаула, Гаджиаула и остальных «всех чеченских селений, кроме Атаги», после чего русская военно-административная машина назначила правителем над чеченцами «прежнего их владельца Асланбека», а также - сожгла она село Атага (силами трех батальонов пехоты, примерно полутора тысяч кавалеристов и 12 пушек). В статусе правителя восточнокавказского княжества с вайнахским и аварским, а также кумыкоязычным, населением князь Арсланбек - происходивших «из адарханского владения», находился, после событий 70-х годов XVIII века, примерно, еще 9 лет, вплоть до своей кончины. Она же последовала в 1784 г.
Умер Арсланбек Турлов, по имеющимся ныне сведениям, в 1784 году. При этом следует отметить, что к указанному времени произошло в Большой Чечне - со гласно русским источникам - крестьянское восстание, в результате которого клан Арсланбековцев (как минимум часть его) вынужден был покинуть, «при» жизни «Расланбека Айдемирова» такие чеченские селения, как: Атага, Чеченаул и Топли. В конце концов данный феодальный клан, во главе которого стояли потомки князя Айдемира Бардыханова, обосновался - в количестве примерно 400 дворов (значительная часть их принадлежала княжеским «холопам») - в притеречных селениях Верхний и Нижний Наур, возведенных «в урочище сего же имени».

## Семья
Женой Арсланбека Турлова, была кабардинская княжна. Женщина эта, по имени «Крымхан» (упом. под 1783-1784 гг.), являлась дочерью некоего Мухаммада. У князя Арсланбека Турлова был сын по имени Муса (упом. под 1780—1790 гг.), сидевший - согласно местным арабоязычным и грузинским источникам, - в начале 80-х годов XVIII века в гумбетовском селе Мехельта. Грузины считали этого Мусу одним из опасных для себя горских военачальников, выводившим в поле - в случае совершения им похода на их благословенную родину - порядка 300 воинов. Это, однако, был не придел возможностей для тех Турловых XVIII века, которые сидели в мехельтинских горах - в статусе наследников старшего князя «Гумбета и Чечни». Дело в том, что во времена Мусы Арсланбекова в гумбетовских селениях насчитывалось примерно 1500 полнолюдных дворов и это, кстати, при 1030 дворах имевшихся там в середине XVIII века.